# Młyniec (Lublin)
Młyniec is een dorp in de Poolse woiwodschap Lublin. De plaats maakt deel uit van de gemeente Biała Podlaska.